# El completo manual del suicidio
El completo manual del suicidio (完全自殺マニュアル Kanzen Jisatsu Manyuaru, lit. El completo manual del suicidio?) es un libro escrito por Wataru Tsurumi. Fue publicado por primera vez el 4 de julio de 1993 y vendió más de un millón de copias. El libro, que consta de 198 páginas, contiene un gran número de descripciones explícitas de distintos métodos de suicidio, como sobredosis, ahorcamiento, defenestración, envenenamiento por monóxido de carbono, etc. El autor no demuestra una preferencia por los métodos menos dolorosos o dignos. El libro alberga información respecto a cuestiones como el dolor que causa, el esfuerzo que requiere, la apariencia del cuerpo y la letalidad del método.

## El libro
Ya que el libro fue planeado para ser un manual, el autor no se molesta mucho discutiendo las razones o la filosofía detrás del suicidio. Sin embargo, pregunta retóricamente "¿Por qué tiene uno que vivir?". Wataru "simplemente" enumera los métodos de suicidio y luego analiza cada uno de ellos en detalle.
Cada capítulo comienza con una gráfica en la que se evalúa el método en cuestión en términos de dolor, esfuerzo requerido para la preparación, apariencia del cuerpo, impacto que puede causar en otros y su mortandad. Cada uno de estos tópicos es evaluado con calaveras. Cinco calaveras indican el rango más alto.

## Reacción del público
Ya que el código penal japonés sólo censura las imágenes gráficas de los órganos sexuales, el libro no fue censurado por el gobierno. Solo 8 provincias designaron al libro como "yugaitosho" (libro dañino para los jóvenes), lo que restringe su venta a menores de edad. En otras provincias, como la de Tokio, decidieron no hacerlo. En varias ocasiones, el libro ha sido encontrado junto al cuerpo de personas que se han quitado la vida. Algunas de ellas eran incluso estudiantes de colegio. El libro no promueve ni repudia el suicidio, ni tampoco le dice a quien está pensando en acabar con su vida que busque ayuda. 
El libro tan solo indica qué métodos son más o menos dolorosos o mortales que otros. Además, muestra que ciertos métodos populares tienen una tasa de éxito muy bajo. Por esta razón, algunos atribuyen al libro el alza del éxito en los suicidios desde su publicación. Hay quienes atribuyen el hecho de las altas tasas de suicidio de Japón no tanto al número de personas que incurre en ello, sino a la alta mortandad de los métodos utilizados.[cita requerida] La influencia del libro en este hecho es desconocida.
Después de intensas críticas y debates, el autor publicó un segundo libro: Nuestro completo manual del suicidio (僕達の完全自殺マニュアル, Bokutachi no "Kanzen Jisatsu Manyuaru"?), donde publica las cartas de fanes y correos electrónicos de odio que ha recibido. Su segundo libro ayudó ligeramente a cambiar la atención del público acerca de las razones de por qué la gente comete suicidios, y la controversia fue menor. El libro aún está disponible para la compra. La misma editorial, pero con un diferente autor, publicó El completo manual de la desaparición (Kanzen Shisso Manyuaru) en 1994.

## En el cine
En 2003, Fukutani Osamu se inspiró en el libro para su película Manual suicida.